# Johnny Burke
Johnny Burke, född 3 oktober 1908 och död 25 februari 1964, var en amerikansk sångtextförfattare.

## Sånger av Johnny Burke (urval)
- med musik av Harold Spina:
  - Annie Doesn't Live Here Anymore
  - You're Not the Only Oyster in the Stew
  - My Very Good Friend the Milkman
  - Shadows on the Swanee
  - The Beat of My Heart
  - Now You've Got Me Doing It
  - I've Got a Warm Spot in My Heart for You

- med musik av Arthur Johnston:
  - Pennies from Heaven
  - One Two, Button Your Shoe
  - Double or Nothing
  - The Moon Got in My Eyes
  - All You Want to Do Is Dance

- med musik av Jimmy Monaco:
  - I've Got a Pocketful of Dreams
  - Don't Let That Moon Get Away
  - An Apple for the Teacher
  - On the Sentimental Side
  - My Heart is Taking Lessons
  - Scatterbrain
  - That Sly Old Gentleman from Featherbed Lane
  - Sing a Song of Moonbeams
  - East Side of Heaven

- med musik av Jimmy Van Heusen:
  - Only Forever
  - Too Romantic
  - Sweet Potato Piper
  - Polka Dots and Moonbeams
  - Imagination
  - Moonlight Becomes You
  - Sunday, Monday, or Always
  - Going My Way
  - Swinging on a Star
  - It Could Happen to You
  - And His Rockin' Horse Ran Away
  - The First One Hundred Years
  - But Beautiful
  - Appalachicola, Fla
  - Here's That Rainy Day (ur Broadwaymusikalen Carnival in Flanders)
  - It's an Old Spanish Custom (ur Carnival in Flanders)
  - Oh, You Crazy Moon
  - To See You Is to Love You
  - Suddenly It's Spring
  - Like Someone in Love